# 卡塔尔基金会
卡塔尔科学教育与社会发展基金会（英語：Qatar Foundation for Education, Science and Community Development）简称卡塔尔基金会（Qatar Foundation），是一家位于卡塔尔的私人特许的非盈利组织，于1995年卡塔尔埃米尔哈迈德·本·哈利法·阿勒萨尼下令筹建。卡塔尔基金会致力于教育、科学研究与社会发展方面的投资建设，诸如大学城、学院以及训练项目，“卡塔尔科技公园”（Science & Technology Park）已有21家大型公司入驻。在卡塔尔太后谢赫穆扎·賓特·納賽爾的号召倡议下举办了多哈回合貿易談判等经济交流项目。另外卡塔尔基金会在风险投资、地区规划、信息通信、政策研究等等领域都有自己的建树。

## 教育
K-12 教育
在中小学教育中，卡塔尔基金会有几项举措。 例子包括建立五个卡塔尔学院分支，开设Awsaj学院，一所学习困难儿童学校，以及与卡达军事合作开办卡塔尔领导学院。此外，该基金会推出了学术桥梁计划，这是一个高等教育计划，帮助学生从高中过渡到大学。
高等教育
在高等教育方面，卡塔尔基金会在多哈外围的主校区设立了8所国际大学的分校：
- 1998 – 維吉尼亞聯邦大學[4]
- 2002 – 康乃爾大學[5]
- 2003 – 德克薩斯州A&M大學[6]
- 2004 – 卡內基美隆大學
- 2005 – 喬治城大學[7]
- 2008 – 西北大學[8]
- 2011 – 巴黎高等商業研究學院[9]
- 2011 – 倫敦大學學院

这些分校坐落在卡塔尔伊斯兰研究学院的旁边，在2007-2008年开始了第一批研究生班。作为伊斯兰思想和对话的国际中心，它旨在产生基于伊斯兰信仰，实践和文明的学者。它提供了伊斯兰金融，当代伊斯兰研究和伊斯兰公共政策的硕士学位。
这些大学约有一半的学生是卡塔尔人，基金会校园大约有90个不同的国家的学生，教师和工作人员。

## 赞助巴塞罗那
2010年12月10日卡塔尔基金会同世界最知名的足球俱乐部之一的西班牙巴塞罗那签订了一份胸前广告的赞助合同，合同期从2011-2012赛季开始到2016年夏天，每年基金会将会向巴塞罗那提供3000万欧元的支持。卡塔尔基金会将和联合国儿童基金会分享其胸前广告的位置，也成为了巴塞罗那俱乐部历史上首个商业胸前广告的客户。